# Видавничо-поліграфічний центр «Університетська думка»
«Університетська думка» — видавничо-поліграфічний центр Західноукраїнського національного університету. Створений 1997 з ініціативи О. Устенка. При створенні отримав назву «Економічна думка».
Завдання — забезпечення студентів методичною літературою, підручниками і посібниками, випуск монографій, опублікування статей та інших наукових праць для прискорення розвитку економічної науки на етапі її становлення в умовах ринкової економіки.
«Університетська думка» випускає також періодичні видання:
- газета «Університетська думка»,
- «Вісник економіки»;
- збірник «Економіка і ринок: облік, аналіз, контроль»,
- «Журнал європейської економіки»,
- «Комп'ютинг»,
- «Психологія і суспільство»,
- «Регіональні аспекти розвитку продуктивних сил України» та інші.

## Редактори/директори
- Ігор Мороз — 2004—2009.
- Володимир Французов — 2016.